# Église Saint-Vincent de Marcq-en-Barœul
Pour les églises ayant le même vocable, voir Église Saint-Vincent.
L'église Saint-Vincent est un édifice religieux catholique situé à Marcq-en-Barœul, en France. Il est partiellement inscrit aux monuments historiques depuis 1987.

## Situation et accès
L'édifice est situé au no 14 de la place du Général-de-Gaulle, au croisement de la rue Albert-Bailly et de l'avenue Foch, dans le centre-ville de Marcq-en-Barœul, et plus largement vers le centre du département du Nord.

## Histoire
L'église initiale date du XIIe siècle mais elle fut complétée au début du XVIe siècle. Elle constitue ainsi le plus ancien bâtiment de la commune. Elle a vu se constituer, autour d'elle, le quartier du Bourg au fil des siècles, le cœur historique de Marcq-en-Barœul.[réf. nécessaire] Ayant subi les affres de la Révolution, elle fut abandonnée quelques années avant d'être restaurée sous l'Empire et enrichie par des œuvres d'art provenant de la collégiale Saint-Pierre de Lille alors détruite depuis peu. Mieux, la population de Marcq-en-Barœul ne cessant de croître, elle dut être agrandie en 1865 : elle devint ainsi une hallekerk (église-halle) après l'élargissement et la surélévation des bas-côtés de la nef. Endommagée pendant la Première Guerre mondiale (affaissement du sol et corniche partiellement effondrée), elle fut de nouveau restaurée après l'Armistice.

## Mobilier
L'église dispose de quatre confessionnaux en bois sculpté.

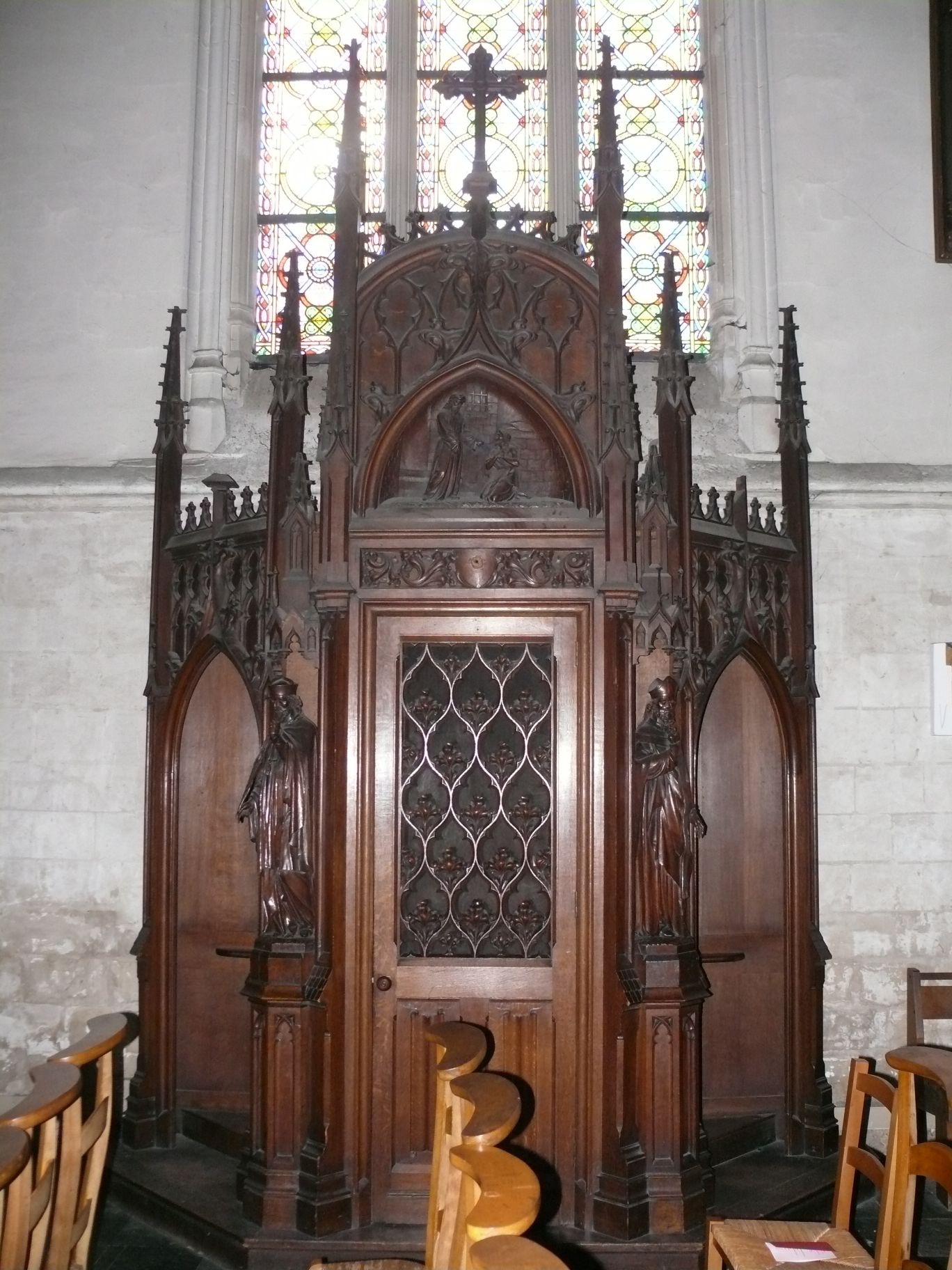
Vue générale d'un confessionnal.
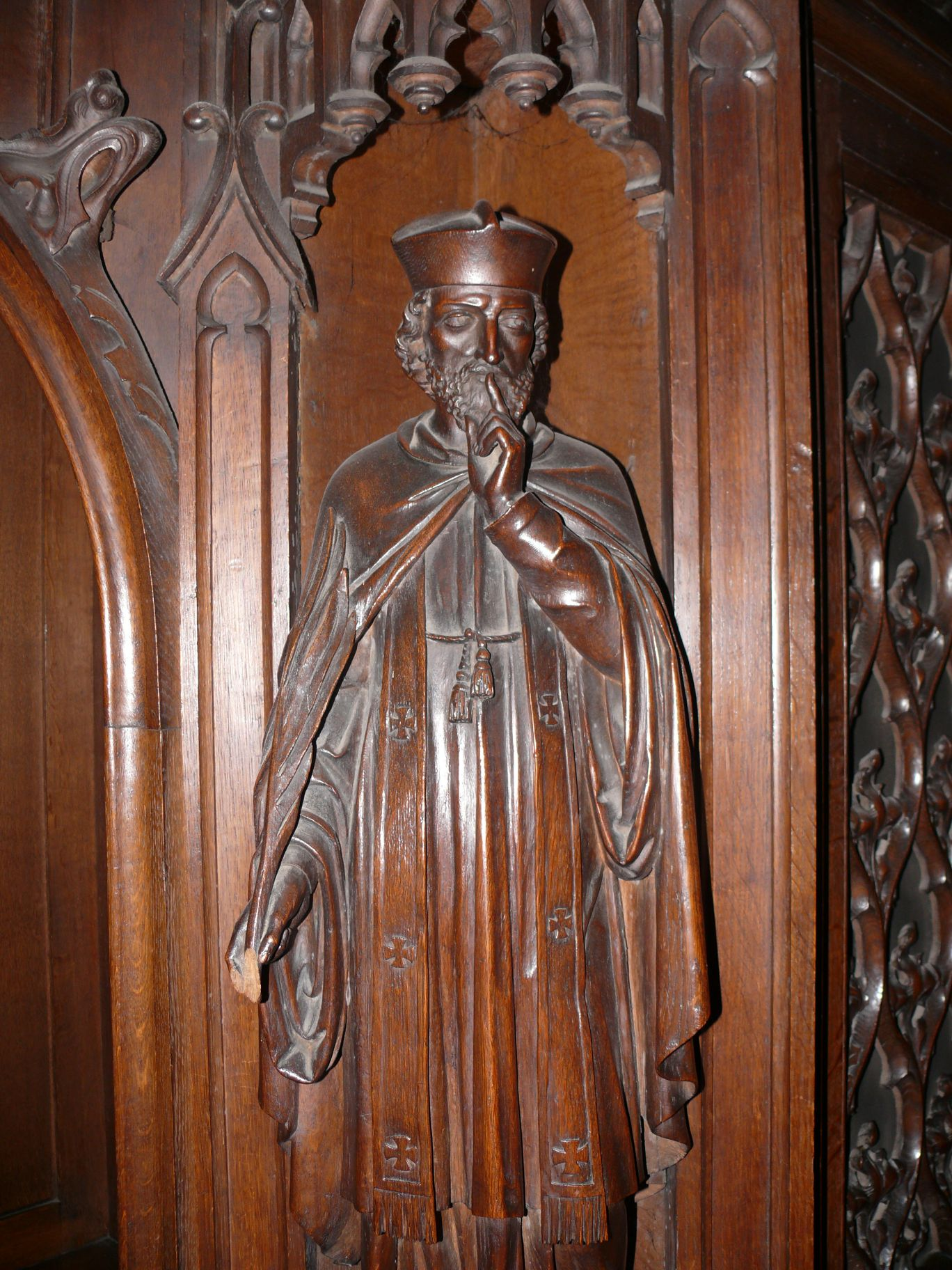
Détail d'un confessionnal.
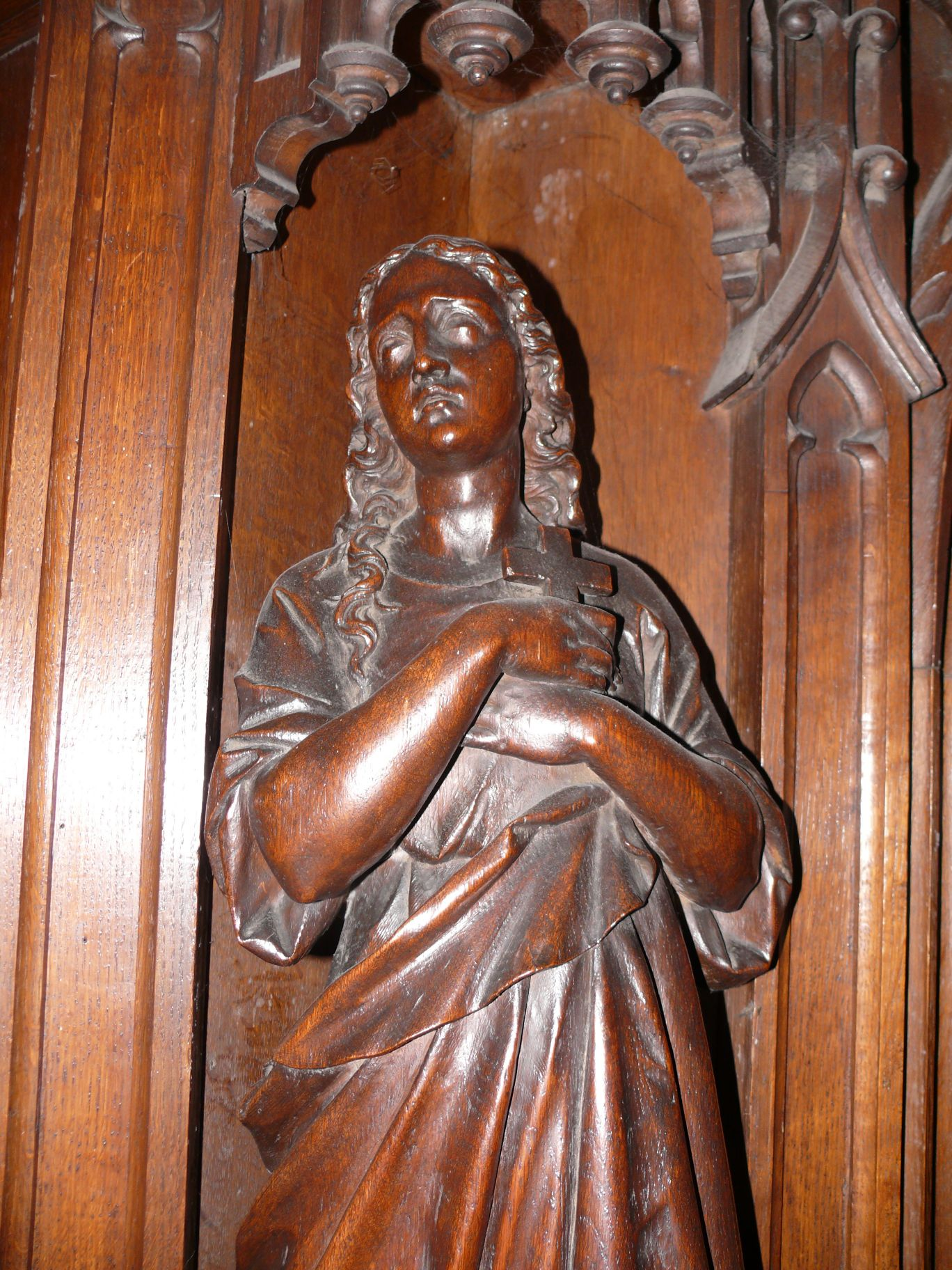
Détail d'un confessionnal.
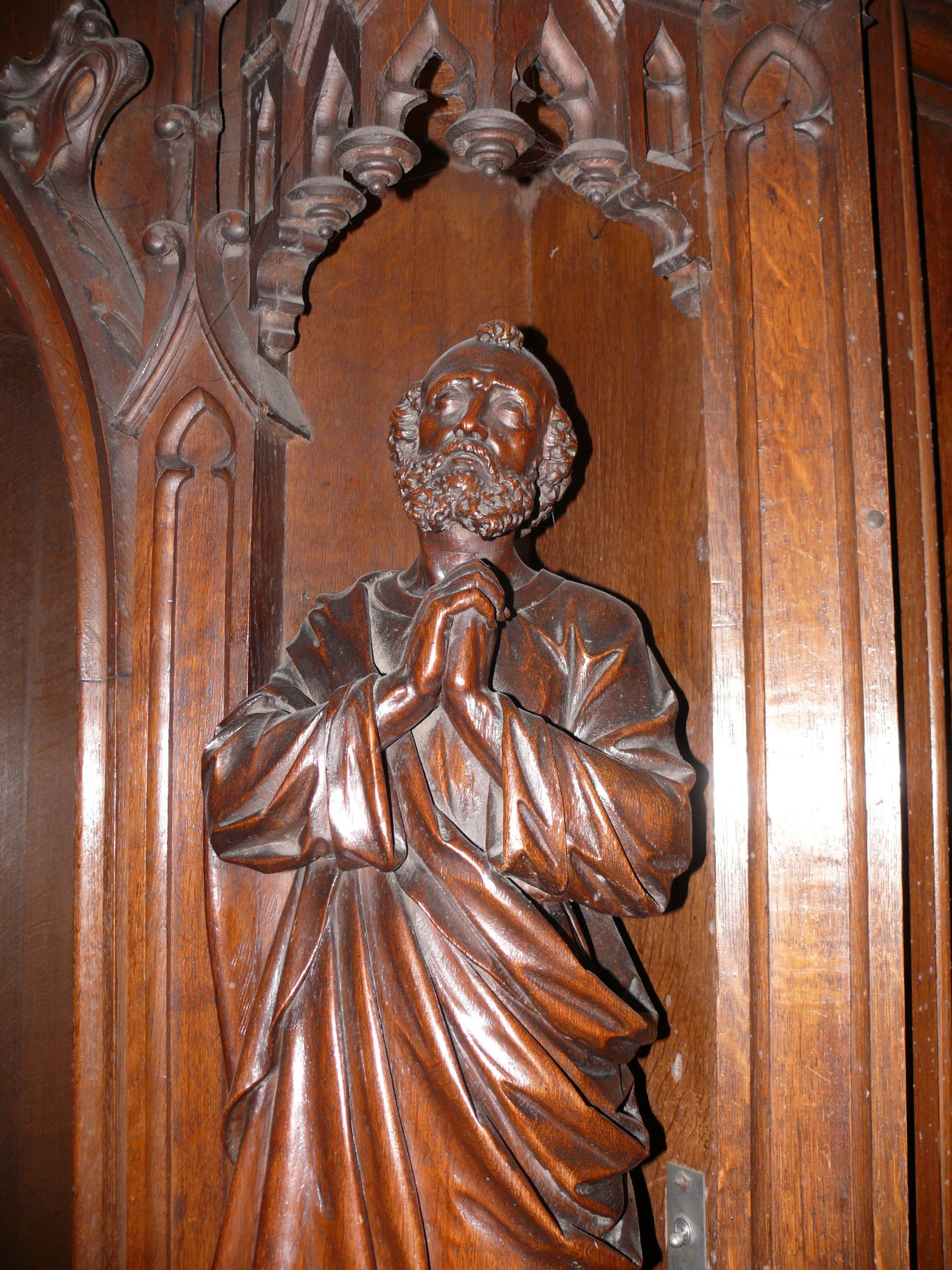
Détail d'un confessionnal.

Ses stalles représentent quatorze fondateurs d'ordres religieux.

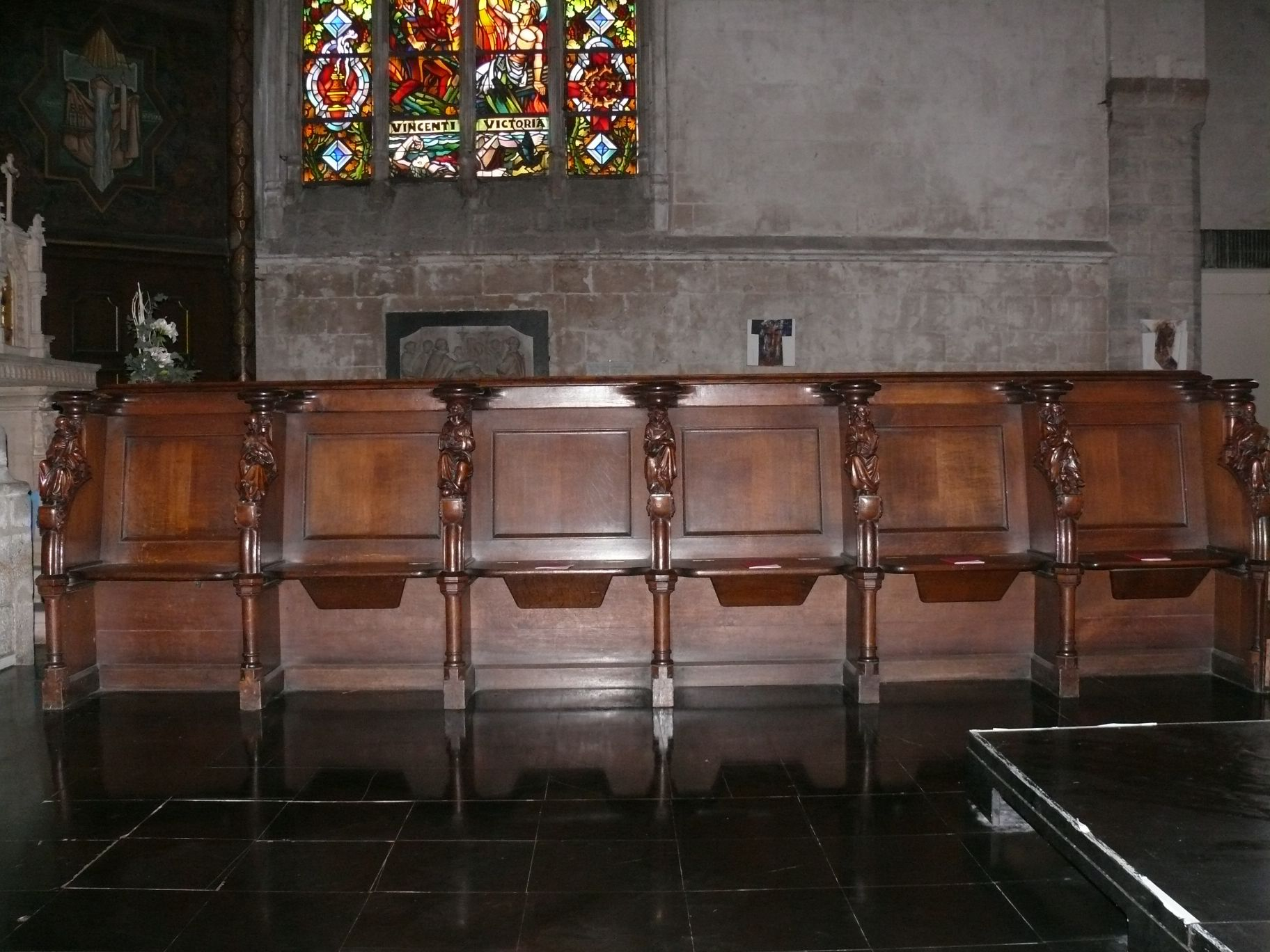
Vue générale des stalles.
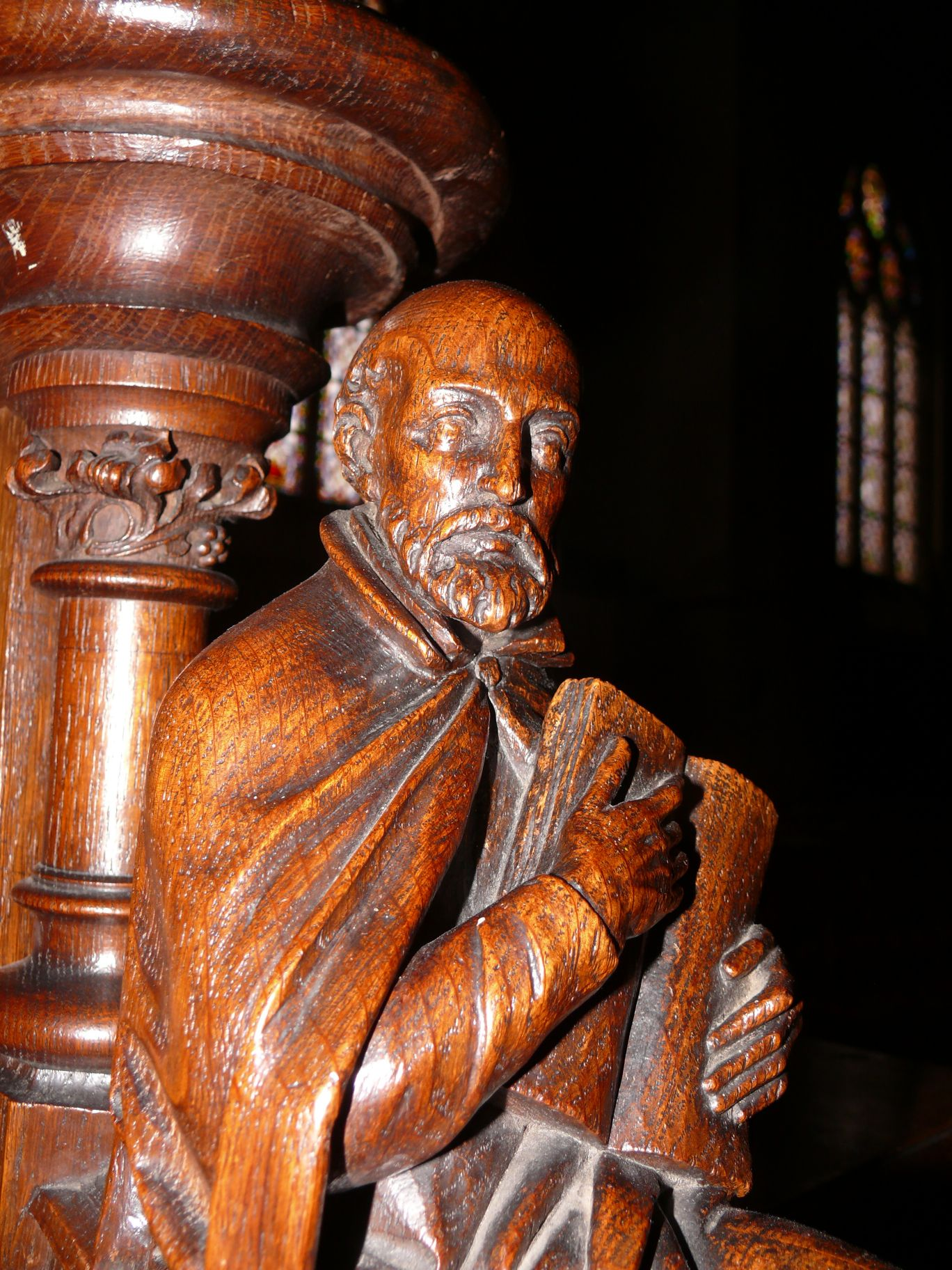
Détail d'une stalle.
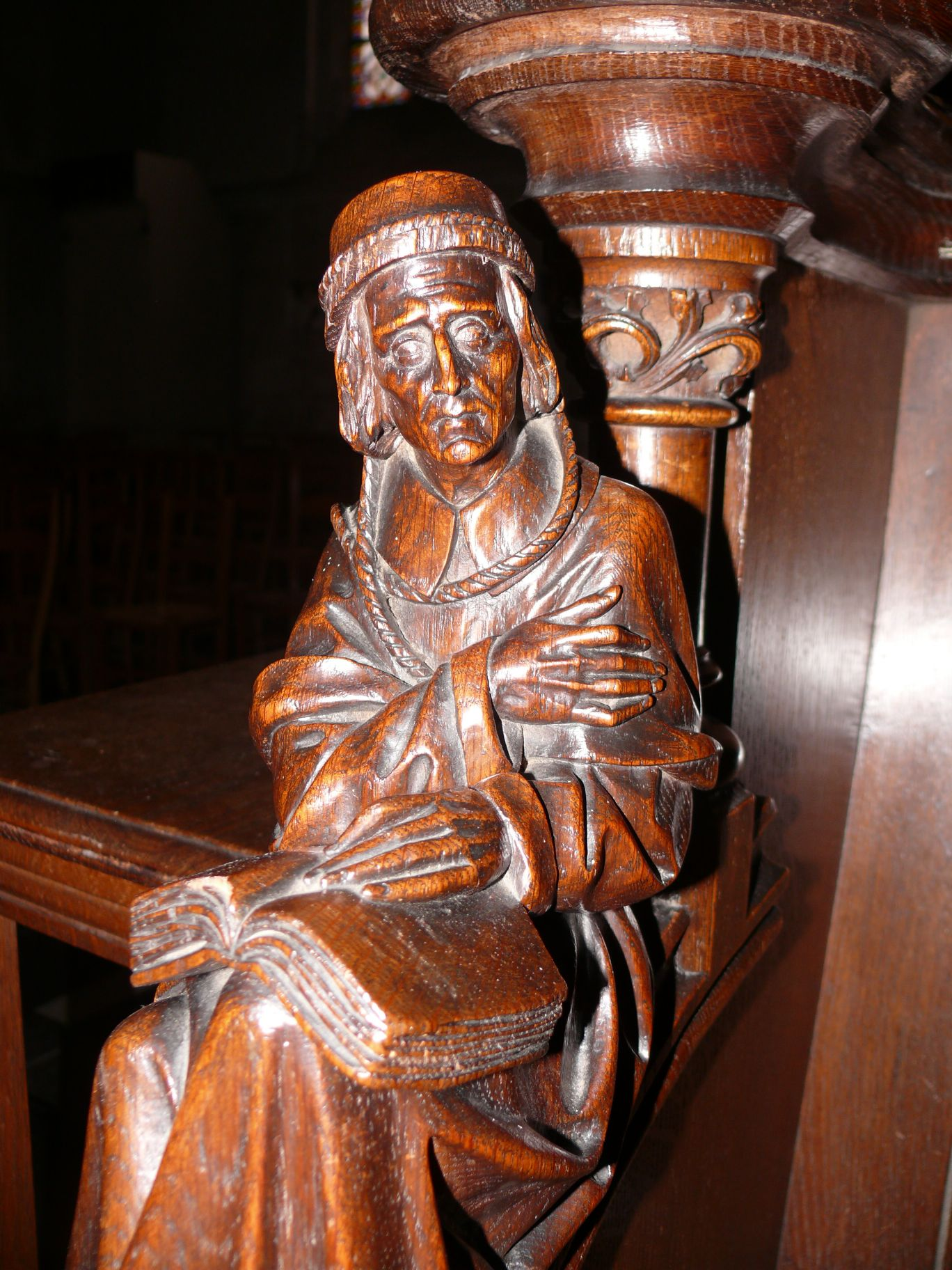
Détail d'une stalle.
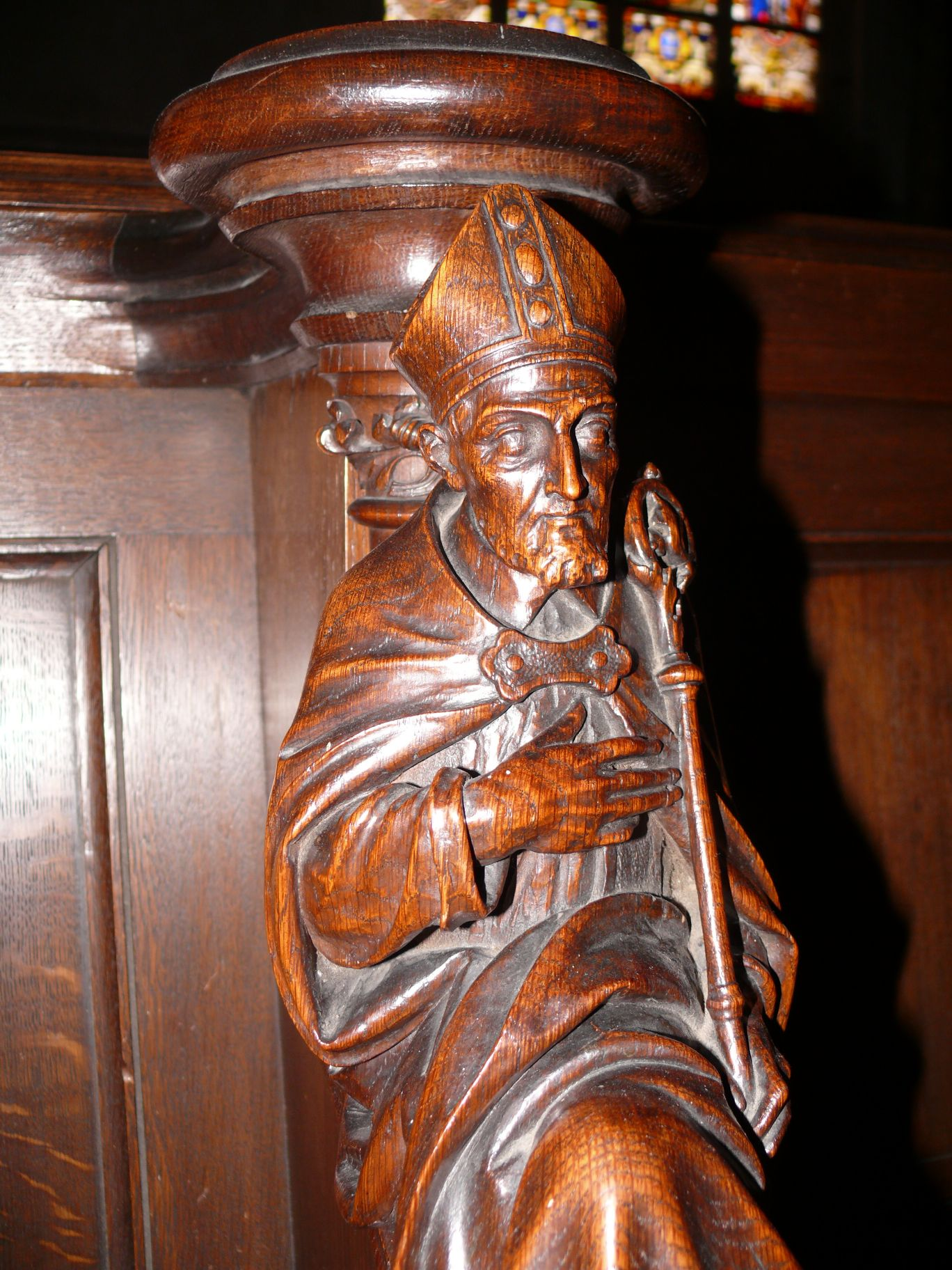
Détail d'une stalle.

## Architecture

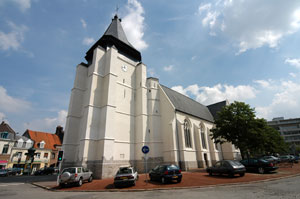
Chevet de l'église Saint-Vincent.
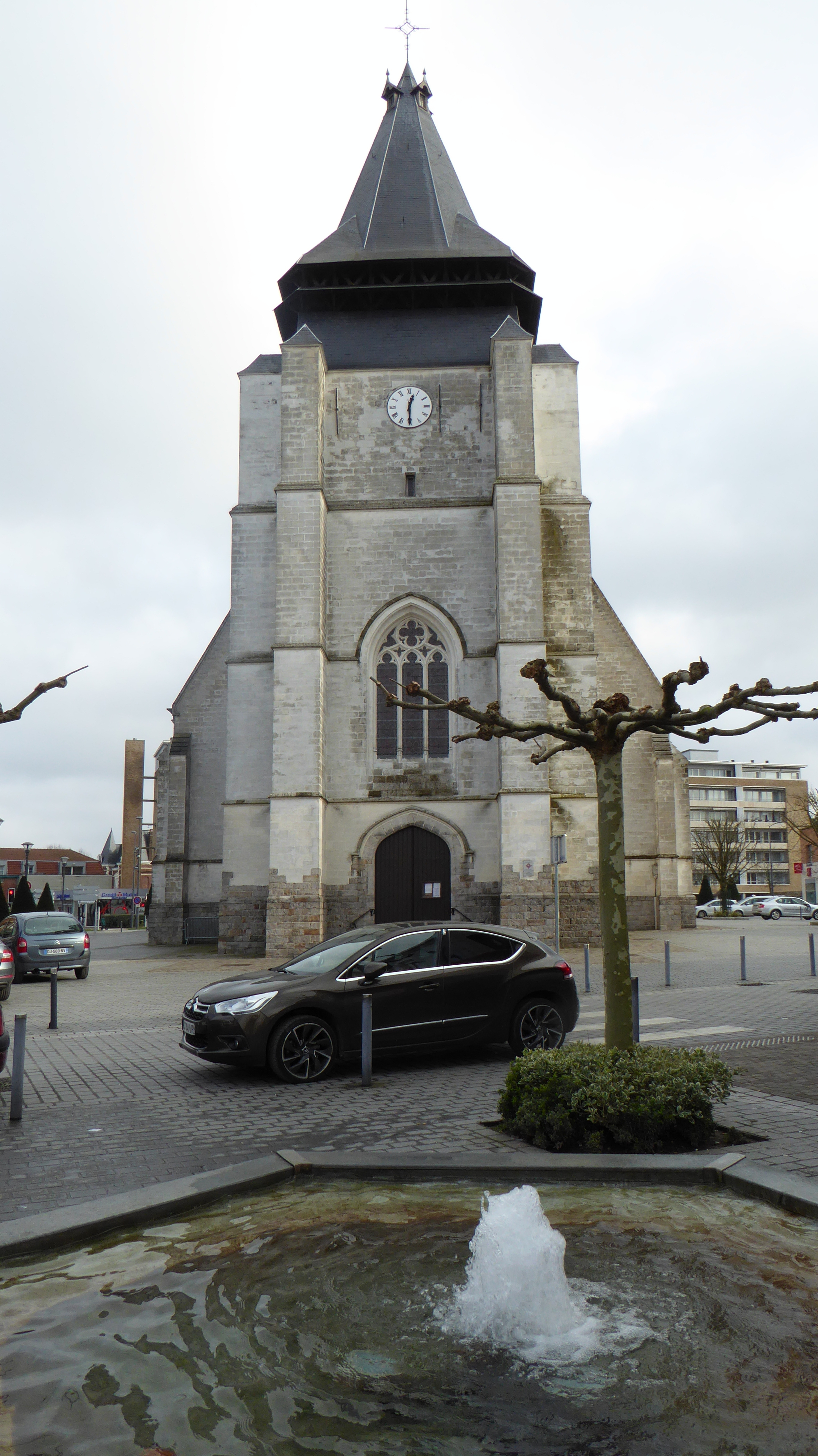
Tour et clocher de l'église.
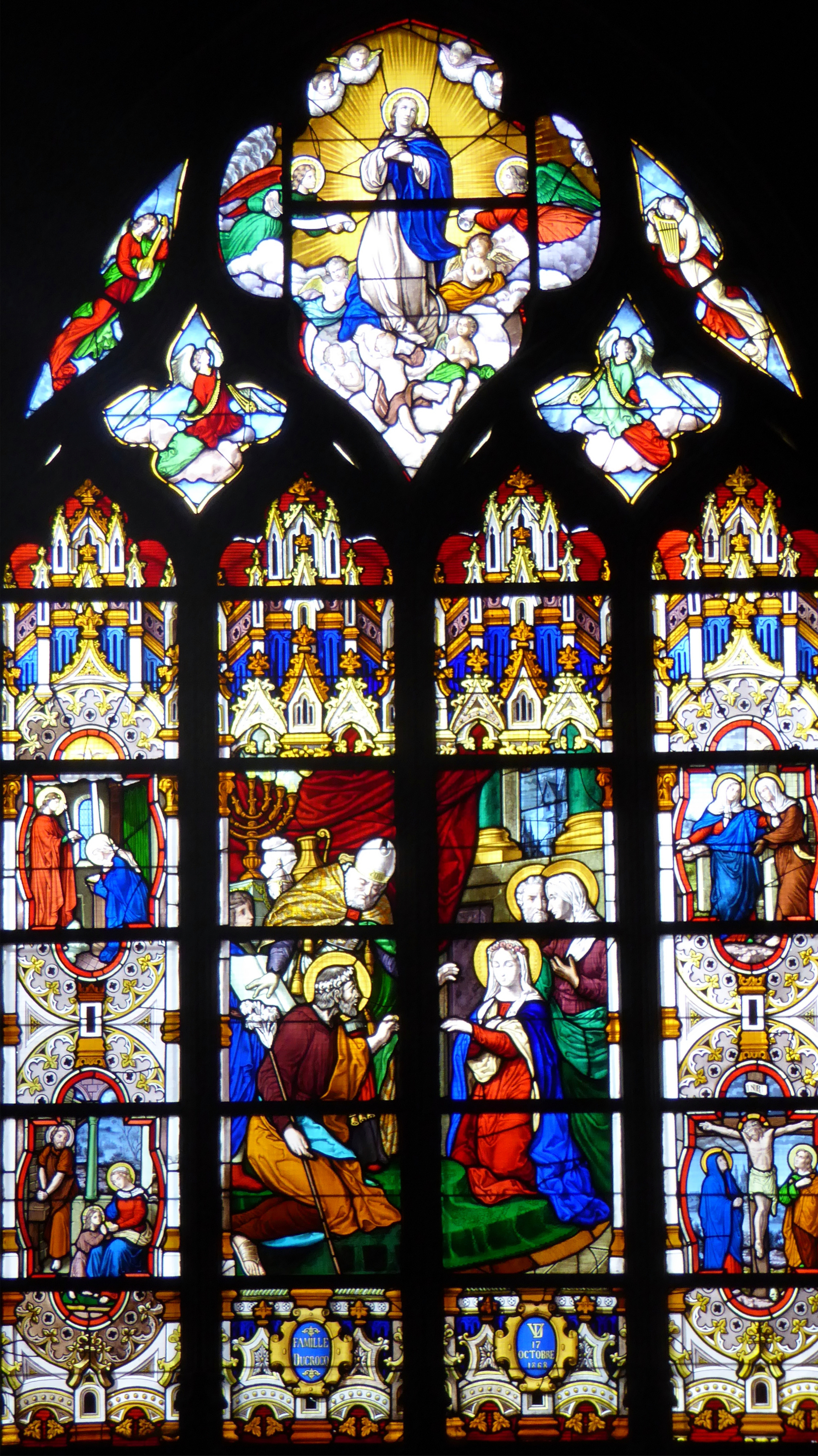
Vitrail de l'Assomption de la Vierge Marie.
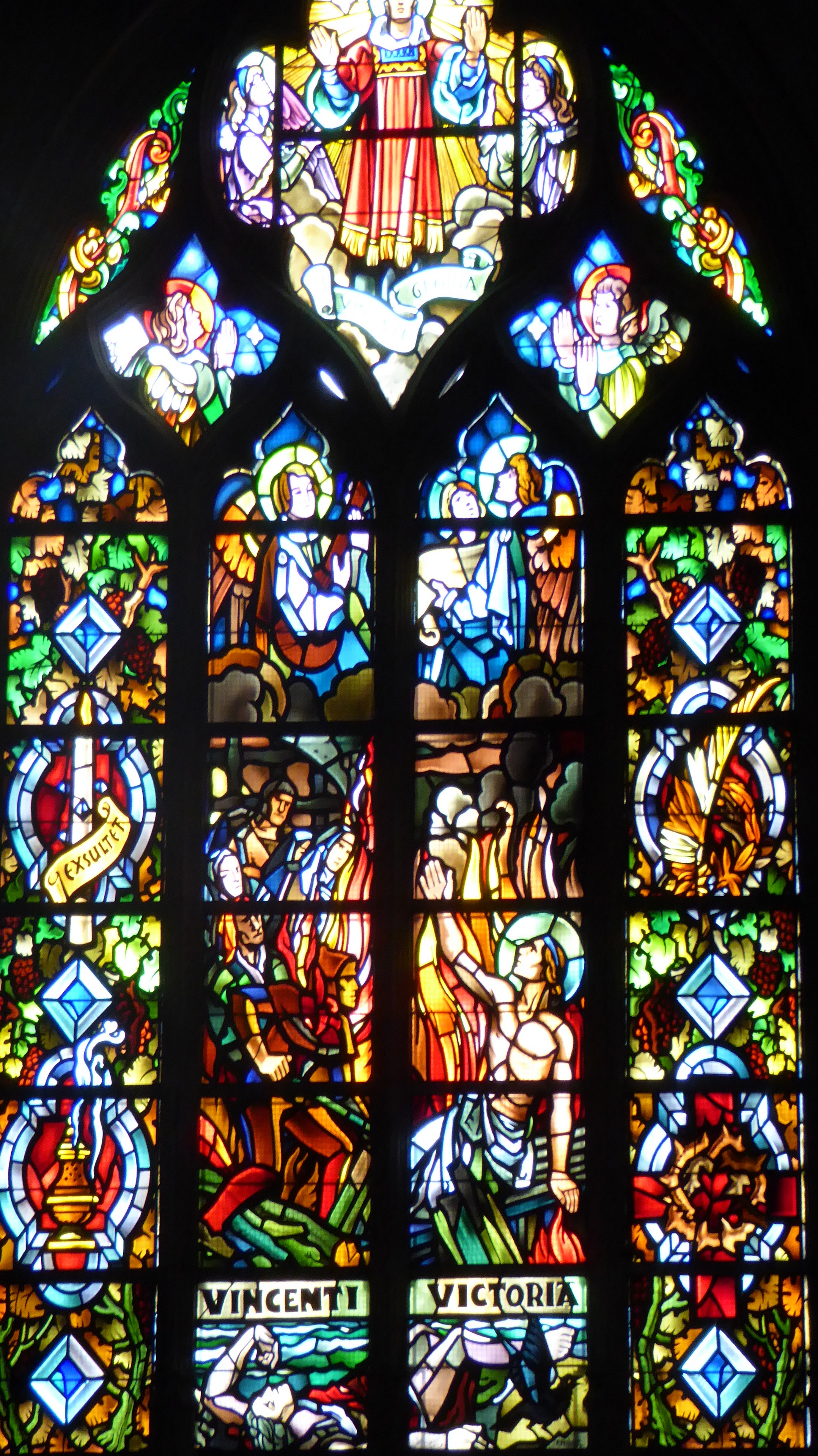
Vitrail dédié à saint Vincent.

## Œuvres
Deux tableaux, L'adoration des bergers et Les saintes femmes au tombeau ont été réalisés par le peintre Pharaon de Winter.

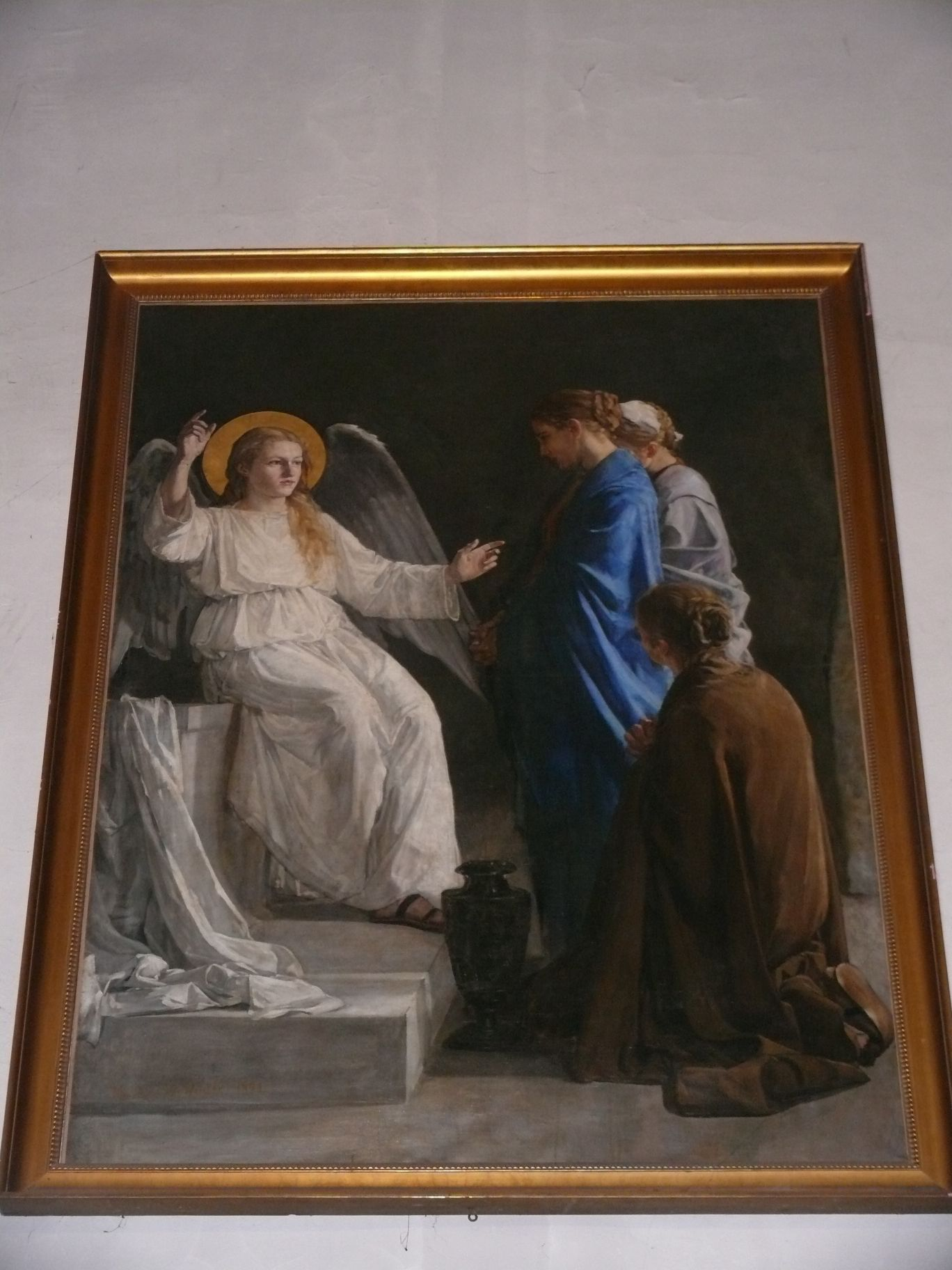
Les saintes femmes au tombeau, par Pharaon de Winter.
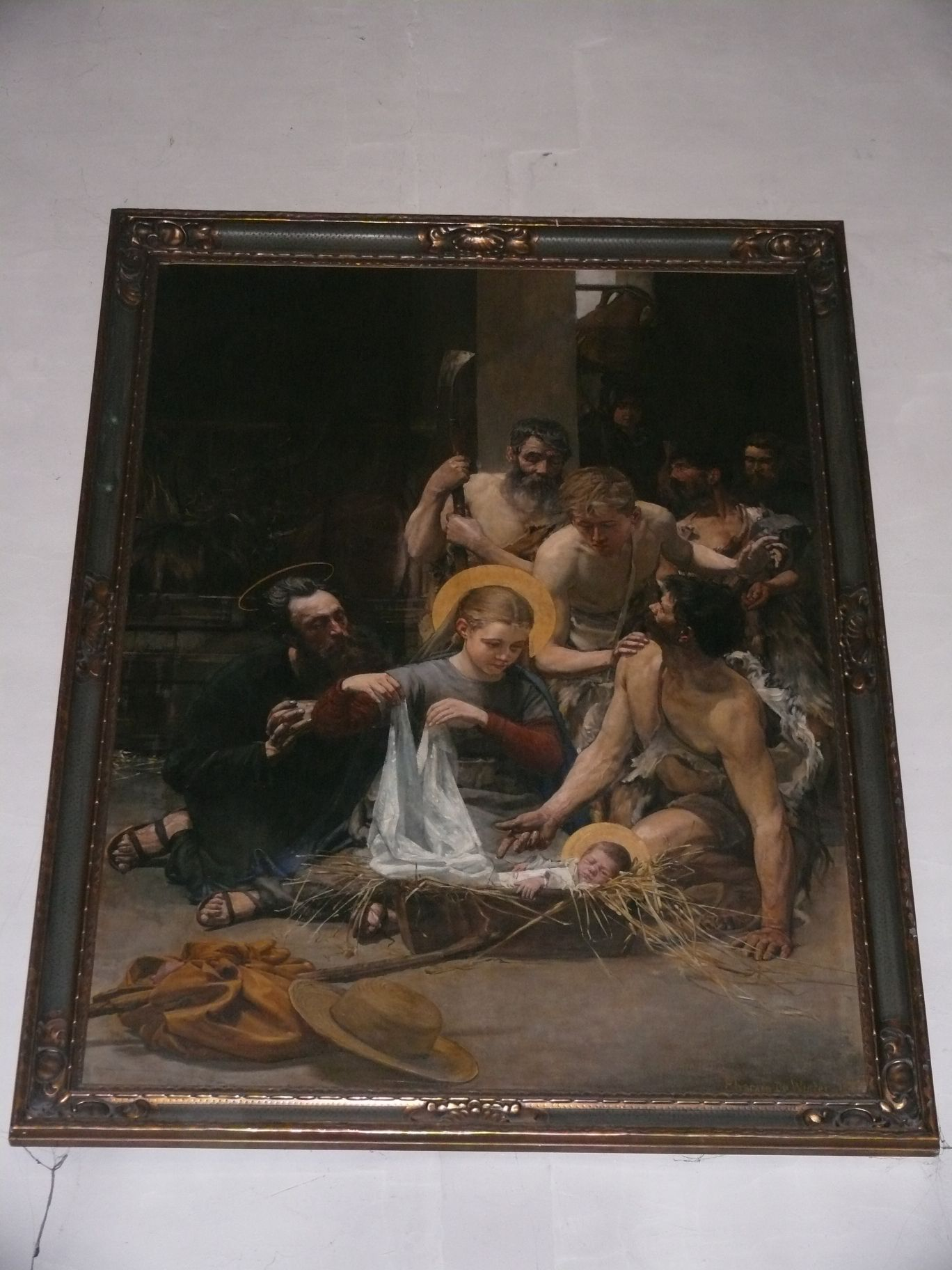
L'adoration des bergers, par Pharaon de Winter.

## Statut patrimonial et juridique
La tour-clocher de l'église fait l'objet d'une inscription au titre des monuments historiques par arrêté du 3 décembre 1987, en tant que propriété de la commune.